# Terfeziaceae
Terfeziaceae is een grote familie van de Pezizomycetes, behorend tot de orde van Pezizales. Het typegeslacht is Terfezia.

## Taxonomie
De familie Terfeziaceae bestaat uit de volgende geslachten:
- Cazia
- Delastria
- Terfezia